# Список иллирийских правителей
Ниже представлен список правителей Иллирии, исторической области в западной части Балканского полуострова, которую населяли иллирийцы.

## Мифические правители
- Иллирий (сын Кадма и Гармонии; по другой версии Полифема и Галатеи) — согласно мифам предок иллирийцев и первый правитель Иллирии[1].
- Гилл (сын Геракла)
- Давн[2]

### Первые иллирийские цари
- 437—423 годы до н. э. — Граб I (считается первым историческим иллирийским царём)[3]
- 423—393 годы до н. э. — Сирра (мог быть регентом Линкестиды[4] или иллирийским царём)[5]

### Список правителей Автариатии
Правили народом автариаты, который жил между долинами Лима и Тары, за Северо-Албанскими горами и долиной Западной Моравы.
- 337—335 годы до н. э. — Плеврий

### Список правителей Ардиеи
Правили народом ардиеи на территории современных Северной Албании, Черногории и Герцеговины.
Династия Ардиеи
- 340-е годы до н. э. — Плеврат
- 260—250 годы до н. э. — Плеврат II[англ.]
- 250—231 годы до н. э. — Агрон
- 230—217 годы до н. э. — Пинн[англ.] (сын Агрона от первой жены Тритеуты[англ.], умер в 15 лет)
  - 230—228 годы до н. э. — Тевта (вторая жена Агрона, царица-регентша при пасынке)
  - 228—219 годы до н. э. — Деметрий Фаросский (муж Тритеуты, регент после отречения Тевты)

Династия Лабеати
- 218—206 годы до н. э. — Скердилайд[англ.]
- 205—181 годы до н. э. — Плеврат III[англ.]
- 181—168 годы до н. э. — Гентий

### Список правителей Дардании
Правили Дардании
- 385—358 годы до н. э. — Бардил I
- 358—335 годы до н. э. — Клит
- 295—290 годы до н. э. — Бардил II
- 290—270 года до н. э. — Монуний I[англ.]
- 270—231 года до н. э. — Митил[англ.]
- 231—206 года до н. э. — Лонгар
- 206—176 года до н. э. — Батон
- 176—167 года до н. э. — Монуний II[англ.]

### Список правителей Истрии
Правили древним племенем истры на территории современной Истрии
- 181—171 годы до н. э. — Эпулон[англ.]* (противодействовал продвижению римлян на полуострове Истрия пока не покончил жизнь самоубийством в Незактиуме[англ.] во время сражения с римлянами)[6].

### Список правителей Рисана
Правили на территории современных Рисана и окрестностей
- 260—230 годы до н. э. — Балай[англ.][7]

### Список правителей Тавлантии
Правили древним иллирийским племенем, жившим около Эпидамна (современный Дуррес) в Северном Эпире.
- 678—640 годы до н. э. — Галавр[англ.]
- 358–356 годы до н. э. — Граб II
- 356—335 годы до н. э. — Плеврат I
- 335—295 годы до н. э. — Главкий

После смерти Главкия государство тавлантиев поглотил или унаследовал Бардил II.

### Список правителей Далмации
Правили далматами, жившими на восточном побережье Адриатического моря в сегодняшней Хорватии, между реками Крка и Неретва
- Верцо, правитель Далмации в войне с Октавианом[8]
- Тестимос (побежден римлянами в 33 г. до н. э.; Далмация включена в состав Римской республики)[8]

## Список королей Иллирии
Правили Иллирийским королевством (административная единица Австрийской империи с 1816 до 1849 года).
- 1816—1835 — Франц I
- 1835—1848 — Фердинанд I
- 1848—1849 — Франц Иосиф I